# Baluardo a tre punte
Il baluardo o bastione a tre punte è una struttura fortificata che caratterizza l'estremità meridionale del perimetro delle mura di Montepescali, nel territorio comunale di Grosseto.

## Storia
Il bastione fu realizzato nel corso del XVI secolo, epoca in cui furono ulteriormente rafforzate e fortificate anche altre cinte murarie della zona, tra le quali le mura di Grosseto. Il baluardo riuscì a resistere nel corso del tempo a violenti assedi, come quelli che si verificarono a Montepescali, pochi anni dopo la sua realizzazione, durante la guerra tra Senesi e Fiorentini. Il proprio aspetto rimase intatto fino al XX secolo, epoca in cui furono effettuati alcuni interventi urbanistici nella frazione di Montepescali, che hanno parzialmente alterato il lato della settentrionale della fortificazione, rivolto verso il centro storico, per permettere l'allargamento della sede stradale ove è stato realizzato il capolinea per gli autobus che permettono i collegamenti tra l'abitato di Montepescali e la città di Grosseto.
L'accesso alla fortificazione avviene scendendo una serie di gradini che iniziano dalla sede stradale in cui si trova il capolinea degli autobus; i limiti estremi del bastione sono delimitati parzialmente da alcuni alberi che contribuiscono ad ombreggiare lo spazio pubblico.
Le parti fortificate della struttura, visibili dalla sottostante strada di accesso al paese, sono costituite da cortine murarie in pietra, con imponente basamento a scarpa parzialmente cordonato, che si articolano a forma poligonale, delimitando le tre punte che costituiscono il bastione, quella centrale più ampia di forma triangolare e le due laterali minori di forma quadrangolare: le tre punte risultano aperte sul lato interno settentrionale, dove risultano in continuità tra di loro e con lo spazio pubblico che si sono trovate a delimitare, dopo gli interventi effettuati nel corso del Novecento.